# Ragazze che sognano (film 1942)
Ragazze che sognano (Rings on Her Fingers ) è un film del 1942, diretto da Rouben Mamoulian che ha come interpreti principali Henry Fonda e Gene Tierney.
Una commessa dalla vita noiosa che sogna bei vestiti e denaro si fa convincere da una coppia di imbroglioni ad unirsi a loro. Quando incontra, però, la loro prima vittima si innamora di lui e torna la brava ragazza che era.

## Trama
Susan Miller lavora ai grandi magazzini come commessa di biancheria intima sognando una vita lussuosa e ricca di emozioni. Così, quando al negozio arrivano Warren e Maybelle Worthington, due truffatori che "lavorano" con belle ragazze che usano come esca, Susan viene irretita dai due, alla ricerca di una sostituta dopo che la loro ultima complice li ha lasciati per sposarsi. Il suo compito dovrebbe essere quello di essere "bella e irraggiungibile". Dopo averle dato il nuovo nome di Linda Worthington, spacciandola per la figlia di Maybelle, i tre partono insieme.
All'isola di Catalina, il trio incontra John Wheeler. Il giovane, che vuole comperare uno yacht, viene scambiato per un milionario e i tre lo coinvolgono in una truffa, vendendogli una barca che in realtà appartiene a un altro. John, che si è innamorato di "Linda", non si rende conto che lei e Maybelle lo hanno imbrogliato e promette di scovare i colpevoli.
Qualche tempo dopo, la combriccola dei tre truffatori si installa nel Connecticut, nella residenza dei Fenwick, il cui rampollo, Ted, è innamorato di Susan e vuole sposarla. Da quel matrimonio, Maybelle e Warren pensano di trarre un profitto milionario. Ma, un giorno, dai Fenwick arriva inaspettatamente proprio John. Susan viene a sapere che il giovane non è per niente un milionario, ma un commercialista venuto lì per discutere di lavoro con Ted. John guadagna solo 65 dollari la settimana e lo yacht che voleva comperare doveva essere la realizzazione di un suo sogno. Per attuarlo, aveva passato 15 anni a mettere da parte ogni più piccolo risparmio.
Susan, commossa, decide di sposarlo. A dispetto delle rimostranze di Maybelle, che l'avverte di non poter andarsene così, parte con John.
A New York, la coppia pianifica il proprio futuro. Volendo restituire a John il denaro che gli era stato sottratto, Susan si mette d'accordo con il colonnello Prentiss, proprietario di un casinò, per far vincere al gioco John con i soldi che lei procura a Prentiss. Mentre sono all'aeroporto, in attesa del volo che dovrebbe portarli in California dove vanno a comperare una barca, incrociano Tod. Insieme a lui, si trovano anche Maybelle e Warren che hanno accettato, a nome di Susan, la proposta di matrimonio di Tod. Warren dichiara a Prentiss che il denaro di Susan in effetti era suo e chiede indietro i quindicimila dollari. Disperata per veder infranti i sogni di John, Susan accetta di sposare Tod e lascia un biglietto di addio al fidanzato che, nel frattempo, è andato a giocare.
Al suo ritorno, il giovane trova non solo il biglietto ma anche Kellogg, il detective che aveva assunto. Questi, sulle tracce dei truffatori, ha scoperto come i colpevoli siano Maybelle e Warren, che hanno manipolato Susan, usandola nelle loro manovre. John, che ha ritrovato la sua ragazza, la rassicura dicendole che crede fermamente nella sua innocenza e che lui l'ama sempre. I due, allora, prendono il primo volto per la California, finalmente insieme e senza segreti.

## Produzione
Il film fu prodotto dalla Twentieth Century Fox Film Corporation.

### Colonna sonora
- Yo, Ho, Ho, and a Bottle of Rum, tradizionale
- Put On Your Old Grey Bonnet, parole di Stanley Murphy, musica di Percy Wenrich - cantata da Henry Fonda e Gene Tierney
- I Know Why (and So Do You), musica di Harry Warren
- Rock-a-Bye Baby, di Effie I. Canning

IMDb Soundtrack

## Distribuzione
Distribuito dalla Twentieth Century Fox Film Corporation, uscì nelle sale cinematografiche USA il 20 marzo 1942.